# Ruch Europejski

Logo Ruchu Europejskiego od 2013

Ruch Europejski lub Międzynarodowy Ruch Europejski (ang. European Movement International, fr. Mouvement européen) – międzynarodowe stowarzyszenie pozarządowe, składające się z kilkudziesięciu krajowych rad narodowych oraz organizacji członkowskich, zajmujące się lobbingiem na rzecz integracji europejskiej. Siedziba ruchu mieści się w Brukseli.

## Historia i struktura

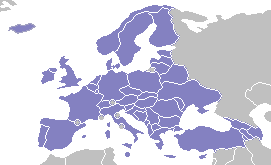
Mapa Europy z zaznaczonymi państwami, w których działają krajowe rady narodowe Ruchu Europejskiego

Początki Ruchu Europejskiego datuje się na lipiec 1947, kiedy to rozpoczęły się spotkania organizacyjne. W maju 1948 odbył się kongres haski, będący forum dyskusyjnym na temat integracji europejskiej, który przyczynił się do powołania ruchu. Oficjalnie zrzeszenie powstało 25 października 1948. Przewodniczącym został Duncan Sandys, a tytuły honorowych przewodniczących otrzymali Léon Blum, Winston Churchill, Alcide De Gasperi i Paul-Henri Spaak.
Ruch Europejski do swoich zadań zalicza działalność informacyjną i edukacyjną, związaną z promowaniem idei europejskiej integracji. Wspierał traktaty pogłębiające integrację państw członkowskich Wspólnot Europejskich i Unii Europejskiej, opowiadał się również za Konstytucją dla Europy. Jest uznawany za organizację, która przyczyniła się do powołania Rady Europy i utworzenia Kolegium Europejskiego w Brugii.
Ruch zrzesza blisko 40 krajowych rad narodowych oraz ponad 30 międzynarodowych stowarzyszeń, wśród nich m.in. trzy największe europejskie partie polityczne (chadecką, socjalistyczną i liberalną), EUROMIL, centralę związkową ETUC, Erasmus Student Network i inne.
Polskę w Ruchu Europejskim reprezentowała Polska Rada RE utworzona w 1994, rozwiązana po akcesji Polski do UE. W 2012 doszło do reaktywacji przedstawicielstwa pod nazwą Forum Ruchu Europejskiego (na czele z Marcinem Święcickim).

## Przewodniczący Ruchu Europejskiego

Historyczna flaga organizacji

| Przewodniczący           | Okres urzędowania |
| ------------------------ | ----------------- |
| Guy Verhofstadt          | od 2023           |
| Ewa Maydell              | 2017–2023         |
| Jo Leinen                | 2011–2017         |
| Pat Cox                  | 2005–2011         |
| José María Gil-Robles    | 1999–2005         |
| Mário Soares             | 1997–1999         |
| Valéry Giscard d’Estaing | 1989–1997         |
| Enrique Barón Crespo     | 1987–1989         |
| Giuseppe Petrilli        | 1981–1987         |
| Georges Berthoin         | 1978–1981         |
| Jean Rey                 | 1974–1978         |
| Walter Hallstein         | 1968–1974         |
| Maurice Faure            | 1961–1968         |
| Robert Schuman           | 1955–1961         |
| Paul-Henri Spaak         | 1950–1955         |
| Duncan Sandys            | 1948–1950         |